# Courant
Courant – miejscowość i gmina we Francji, w regionie Nowa Akwitania, w departamencie Charente-Maritime.
Według danych na rok 1990 gminę zamieszkiwały 294 osoby, a gęstość zaludnienia wynosiła 19 osób/km² (wśród 1467 gmin regionu Poitou-Charentes Courant plasuje się na 720. miejscu pod względem liczby ludności, natomiast pod względem powierzchni na miejscu 561.).